# Conceptos budistas
Los tres conceptos principales del budismo son:
- Anātman (sin ego)
- Skandha (Cinco agregados)
- Shuniata (vacío)

## Anātman
En sánscrito: anātman (‘sin alma’, siendo an: partícula negativa, y ātmā: ‘alma’).
Anattā es una palabra del pāḷi que significa "ausencia de alma, ego o yo perdurable e independiente; ausencia de sustancialidad o ausencia de existencia intrínseca".

## Skandha (los cinco agregados)
En pāḷi: khandha (‘montones, fardos’).
Al no existir un sí-mismo para el budismo, una esencia de la persona, en vez de ello el individuo es visto como un complejo cuerpo-mente, el cual existe por un flujo de procesos interdependientes o dharmas (que no es lo mismo que el dharma hinduista).
El budismo clasifica todos estos procesos en cinco grandes grupos llamados «cinco agregados» (skhandhas):
- Forma y cuerpo (rūpa): incluye no sólo el cuerpo en sí, sino además la imagen que una persona hace de su cuerpo.
- Sentimientos y sensaciones (vedanā): Son los datos o información pura recibidos a través de los cinco sentidos y también a través de la mente. Pueden ser agradables, dolorosos o neutros.
- Percepción y memoria (sánscrito: samgñā, pāḷi: Saññā). Es el registro que se hace de esos estímulos sensoriales puros que convertimos en objetos reconocibles y distinguibles. Los pensamientos e ideas también se consideran objetos.
- Configuraciones mentales o estados (sánscrito: Samskāra, pāḷi: Sankhāra) Traducido en ocasiones como Impulsos de la Voluntad, Sankhara significa confección, creación, formación, hacer. Es la construcción de la representación o de la experiencia subjetiva del objeto percibido.
- Conciencia (sánscrito: Vijñāna, pāḷi: Viññāna). Es un acto de atención o respuesta de la mente en el que el conocimiento del objeto se hace consciente en nosotros. La conciencia desaparece y resurge cambiada de un instante a otro y actúa de manera discriminatoria y parcial ya que existe un aferramiento a lo percibido como deseable, un rechazo contra lo no-deseable e indiferencia a lo neutro. Este constante movimiento genera insatisfacción o sufrimiento al no poder controlar como esos objetos percibidos aparecerán.

Todos los cinco agregados son impermanentes e inestables. Por eso en ninguno de ellos se podrá encontrar la esencia del ser o del yo. El entrenamiento budista busca conseguir que el practicante llegue a darse cuenta de manera constante de como opera este proceso. Esto constituye un cultivo (bhavana) de la mente del seguidor. La importancia que el budismo da a poder realizar la insustancialidad radica en la consideración que hace de que la satisfacción permanente es sólo alcanzable sin una constante aparición de expectativas o temores para o de este yo diferenciado del mundo.

## Shuniata (vacuidad)
En idioma pāḷi: suññatā (‘carente de realidad, insubstancial, vacuidad, vaciedad, deshabitado, sin entidad’, no es ni no es.
En sánscrito, śūniatā: ‘vacuidad’, calidad de vacío (siendo śūnya: ‘vacío’ y tvā: ‘calidad’).
Shuniata significa que no hay nada que posea una esencia individual y por tanto que todo está vacío, sin una realidad independiente. Todo lo que existe está relacionado y es interdependiente, y la aparente pluralidad de individualidades es un carácter ilusorio de nuestra existencia.
Esta ignorancia primordial (avidya) de la verdadera naturaleza de la realidad es por tanto no experimentar shuniata como la verdadera naturaleza de la misma. Cuando esto es posible, es precisamente lo que se llama el despertar en el Budismo.
Cabe destacar que el concepto de shuniata nunca implica que la realidad no exista, ni que equivalga a cero o a una ausencia total.
Este concepto fue muy desarrollado filosóficamente a partir de la noción de la no existencia de individualidad (anātman) y la explicación de la originación dependiente (patticasamuppada). Es una pieza central de toda la filosofía budista, de manera que toda enseñanza budista sobre la naturaleza de la realidad se desarrollará a fin de ayudar a comprender que es esa vacuidad.
- Datos: Q5780926